# Rhinotragus conformis
Rhinotragus conformis är en skalbaggsart som beskrevs av Monné och Lúcia Maria de Campos Fragoso 1990. Rhinotragus conformis ingår i släktet Rhinotragus och familjen långhorningar. Inga underarter finns listade i Catalogue of Life.